# Toto (filme)
Toto é um futuro filme de animação digital do gênero fantasia musical produzido pelo Warner Animation Group e distribuído pela Warner Bros. Pictures. Baseado no livro Toto: The Dog-Gone Amazing Story of The Wizard of Oz, o filme é dirigido por Alex Timbers a partir de um roteiro de John August.

## Sinopse
A história de O Mágico de Oz contada a partir da perspectiva do personagem Totó.

## Produção

### Desenvolvimento
Em 12 de julho de 2018, foi anunciado que o Warner Animation Group produziria uma adaptação do livro infantil Toto: The Dog-Gone Amazing Story of The Wizard of Oz, com Mark Burton escrevendo o roteiro. Em 14 de janeiro de 2020, foi anunciado que John August havia substituído Burton, com Jared Stern como produtor executivo. Em outubro de 2020, Alex Timbers foi contratado para dirigir o filme, com Derek Frey como produtor.

### Animação
Em 9 de fevereiro de 2021, foi anunciado que o estúdio Animal Logic providenciaria a animação do filme.

## Lançamento
Toto estava originalmente agendado para ser lançado nos cinemas dos Estados Unidos em 2 de fevereiro de 2024, pela Warner Bros. Pictures, mas, em abril de 2023, foi retirado da programação com o filme The Alto Knights assumindo a data original de lançamento, que também foi alterada em outubro de 2023.